# Jana Zupanc
Jana Rut Zupanc, född 1 mars 1936 i Prag, är en tjeckisk-svensk landskapsarkitekt.
Zupanc avlade studentexamen 1955 och avgångsexamen från Kunstakademiets Arkitektskole i Köpenhamn med professor Carl Theodor Sørensen som examinator 1964. Hon var anställd av Solna stad 1965–1969 och Riksbyggen 1969–1984 och startade den egna konsultbyrån Malva-markplanering 1985. Hon har även varit lärare vid Kungliga Tekniska högskolan och var ensam utställningsnämnd vid Landskapsarkitekternas Riksförbund 1975–1981. Bland hennes uppdrag märks Flyinge hingstdepå (historik och trädvårdsplan) samt Wij säteri i Ockelbo (trädvårdsplan och restaurering). Hon har som ryttare ett särskilt intresse för hästanläggningar. Hon grundade och har varit ordförande för Bellevueförbundet sedan 1982. Hon tilldelades Dagens Nyheters guldkänga 1986. Hon har bland annat skrivit artiklar i Hem & Fritid 1976–1980.